# Образование в Бельгии
Образование в Бельгии регулируется и большей своей частью финансируется тремя сообществами: Фламандским, Французским и Немецкоязычным. Все три сообщества имеют единую систему школьного образования лишь с небольшими различиями. Национальное правительство играет малую роль в управлении образованием: непосредственно определяет возраст для обязательного образования и посредственно участвует в финансировании сообществ.
Школы могут быть разделены на три группы:
- Школы, принадлежащие сообществам.
- Бюджетные общественные школы, управляемые провинциями и муниципалитетами.
- Бюджетные бесплатные школы, в основном управляемые организациями при католической церкви.

Последняя группа является самой большой по количеству школ и учеников.
Образование в Бельгии обязательное в возрасте от 6 до 18 лет, то есть до выпуска из средней школы.

## История
В 1895 году было 4275 общинных школ с 476 191 учениками и 2060 частных с 244 000 учениками.
В прошлом между государственными и католическими школами возникали конфликты вокруг финансирования — шли споры о том, должны ли католические школы финансироваться государством. В 1958 году тремя крупными политическими партиями был принят Школьный пакт, касающийся начального и среднего образования, который положил конец этим конфликтам. Основными положениями пакта были:
- Независимый от родителей выбор ребёнком образования.
- Разрешение споров между группами школ.
- Бесплатное образование.

Государственная реформа 1981 года передала часть ответственности и полномочий по вопросам образования с федерального уровня на уровень сообществ. А в 1988 году уже большинство вопросов образования решалось правительствами сообществ.
Министерства образования располагаются в правительствах Фламандского, Французского и Немецкоязычного сообщества. Так как Брюссель двуязычен, франко-нидерландский, то в нём есть школы как Французского сообщества, так и Фламандского. В муниципалитетах с языковыми льготами часто бывают школы принадлежащие сразу двум сообществам — нидерландо-французские или немецко-французские.

## Ступени образования
Ступени образования одинаковы во всех сообществах:
- Базовое образование
  - Дошкольное образование: дети от 2,5 до 6 лет (не обязательно)
  - Начальное образование: дети от 6 до 12 лет (обязательно)
- Среднее образование: дети от 12 до 18 лет (обязательно)
- Высшее образование
  - Университет
  - Политехнический университет[англ.]/Профессионально-технический университет

### Дошкольное образование
Бесплатное дошкольное образование предоставляется всем детям от 2,5 лет. В большинстве школ ребёнок может приступать к занятиям как только достигнет этого возраста, так что размер классов с младшими детьми постоянно растёт в течение года. В Фламандском регионе количество наборов новых детей в классы ограничен до шести раз в год.
Цель дошкольного образования: развитие умственных и творческих навыков в игровой манере, умения выразить себя, общаться, быть самостоятельным. Уроки проводятся в неформальной обстановке, нет общепринятой программы и строгой системы оценки знаний.
Несмотря на то, что дошкольное образование не обязательное, более чем 90 % детей в соответствующей возрастной категории, поступают на обучение.
Большинство дошкольных заведений прикреплены к определённой начальной школе. Дошкольные и начальные заведения часто располагаются в одном здании. Некоторые школы предлагают специальное дошкольное образование для детей-инвалидов.

### Начальное образование
Обучение в начальной школе занимает 6 лет и предметная составляющая в большинстве школ одинакова.
Начальное образование разделено на три стадии:
- Первая стадия (1 — 2 год)
- Вторая стадия (3 — 4 год)
- Третья стадия (5 — 6 год)

Обучение в начальной школе традиционно. В основном сосредоточено на развитии навыков чтения, письма и счета, но даёт общие знания по биологии, музыке, религии, истории и т. д. Обычно занятия начинаются в 8:30 и заканчиваются около 15:30. Перерыв на обед между 12:00 и 13:30. В среду после обеда занятий нет. Суббота и воскресенье выходные. Занятия по чтению, письму и счету обычно проводятся утром, остальные предметы (биология, музыка, религия, история и сделай сам) — после обеда.
Во фламандских школах в Брюсселе, и некоторых муниципалитетах рядом с бельгийской языковой границей, французский язык начинают преподавать с первого или второго года. Большинство других фламандских школ начинают обучение французскому только на третьей стадии, но уже на второй стадии французский можно брать, как необязательный предмет. Начальные школы во Французском сообществе обязаны преподавать второй язык — голландский или английский, в зависимости от школы. В начальных школах Немецкоязычного сообщества французский преподают обязательным предметом.
Существуют также частные школы для различных международных сообществ (для детей моряков или европейских дипломатов), которые расположены, в основном, в крупнейших городах или возле них. Некоторые школы предлагают специальное начальное образование для детей с ограниченными возможностями или нуждающихся в особом уходе.

### Среднее образование
После окончания начальной школы, в возрасте около 12 лет, учащиеся поступают в среднюю школу, где и начинают определять курс своего дальнейшего развития в зависимости от уровня навыков, знаний и интересов.
Среднее образование состоит из трёх стадий:
- Первая стадия (1 — 2 год)
- Вторая стадия (3 — 4 год)
- Третья стадия (5 — 6 год)

Средняя школа предоставляет ученику свободу выбирать какие предметы, в дополнение к базовой программе, он будет изучать. Эта свобода расширяется с каждой новой стадией. Первая стадия предоставляет широкий набор базовых дисциплин и только небольшой выбор дополнительных предметов: латынь, дополнительная математика и технологии. Эта стадия должна предоставить знания, которые помогут сориентироваться в широком наборе дисциплин на второй и третьей стадии. Вторая и третья стадии более узко специализированы во всех направлениях. В то время как младшие ученики могут выбирать максимум от 2-х до 4-х дополнительных часов в неделю, старшим доступен выбор тематических наборов предметов, или «меню»: математика-наука, экономика-языки, латынь-греческий. В итоге школьник контролирует большую часть своего образовательного процесса. Все же существуют и обязательные для всех базовые предметы: родной язык, физическая культура и т. д. Наличие последних позволяет сохранить классный метод распределения детей по группам.

#### Структура
Средняя школа поделена на 4 главных типа. Каждый тип состоит из набора различных направлений, который может варьироваться в зависимости от школы.
Основные типы таковы:
- Базовое среднее образование. Очень обширное базовое образование, подготавливающее к поступлению в высшее учебное заведение по окончании 6 классов. Обычно это университет или колледж. Направления (или комбинации направлений): древнегреческий и латынь, современные языки (усиленный французский и голландский, английский, немецкий и иногда испанский по выбору), науки (химия, физика, биология и география), математика, экономика, гуманитарные науки (психология, социология, медиаграмотность).
- Техническое среднее образование. Подразделяется на две группы: переходное и квалификационное. Переходное фокусируется на технических аспектах. Квалификационное фокусируется на практическом применении. Обе группы подразумевают общие знания математики, языков, истории, науки и географии, но в основном не на том уровне, что базовое среднее. Уроки менее теоретичны и более практичны. После 6 лет обучения студент готов для рынка труда (квалификационное) или продолжает учиться (переходное). Следующей ступенью может быть 7-й специализирующий год (большинство студентов квалификационной группы выбирают его), бакалавриат или даже магистратура. Направления: туризм, здравоохранение, педагогика, торговля, практическая инженерия, связь и т. д.
- Среднее профессионально-техническое образование. Практичное образование узкой специализации. Существуют направления, которые после 6-го года обучения предлагают 7-й, а иногда и 8-й, специализирующий год. Направления: плотничье дело, автомеханика, ювелирное дело, каменная кладка… Это единственное образование, которое не подготавливает для поступления в ВУЗ, если только студент не закончит 7-й и/или 8-й специализирующий год, что даст ему средне-технический диплом.
- Среднее художественное образование. Эти школы объединяют в себе базовое и обширное среднее образование с активной практикой изобразительного и театрального искусства. В зависимости от направления некоторые предметы могут быть чисто теоретическими, подготавливающими к высшему образованию. Направления: танцы (балетная школа), актёрское мастерство, графическое и музыкальное искусство. Многие студенты после окончания этих школ поступают в консерватории, высшие балетные школы и школы актёрского мастерства, а также в колледжи изобразительного искусства для дальнейшего образования.

Ученики с ограниченными возможностями могут получать Специальное средние образование нескольких типов.

### Высшее образование
Высшее образование предоставляется двумя основными сообществами: Фламандским и Французским. Немецкоязычные абитуриенты обычно поступают либо в вузы Французского сообщества, либо едут на обучение в Германию.

#### Поступление в университет или колледж
В Бельгии, при наличии диплома о среднем образовании, всем желающим предоставляется возможность поступить в любой университет на их усмотрение. Исключение составляют абитуриенты, которые хотят получить образование по следующим направлениям:
- Медицина/Стоматология. Абитуриенты должны сдавать государственный экзамен, который был предложен в 90-х для контроля притока студентов. Экзамен включает в себя проверку знаний, абстрактного мышления (тест IQ) и тест на профессиональную пригодность. Этот экзамен в данное время сдают только во Фландрии.
- Искусство. Абитуриенты сдают вступительные экзамены, которые устраиваются каждым из колледжей самостоятельно и носят в основном практический характер.
- Инженерные науки. С последующим получением степени магистра наук[англ.]. В этих вузах существует давняя традиция вступительных экзаменов (в основном математика). Во Фландрии данный экзамен отменили, но во Французском сообществе он остался.
- Управление. С последующим получением степени магистра делового администрирования. Эти вузы организуют вступительные экзамены, проверяющие персональную мотивацию и знания в определённой сфере бизнеса. Например для получения диплома магистра по управлению финансами требуются знания финансов организации и управления деятельностью.

#### Стоимость высшего образования
Регистрационный сбор для любого университета или колледжа устанавливается ежегодно правительством Французского или Фламандского сообщества. В зависимости от финансового состояния студента и потребности в финансовой помощи существует три варианта:
- Бюджетный студент. Получает финансовую помощь. Во Фламандских вузах цена колеблется между 80 € и 100 €.
- Полубюджетный студент. Студент не квалифицируется под финансовую помощь, но из семьи с доходом менее 1286,09 €/месяц. Во Фламандских вузах плата состоит 330,60 — 378,60 €/месяц
- Небюджетный студент. Все, кто не нуждается в финансовой помощи и доходом более 1286,09 €/месяц. Во Фламандских вузах стоимость образования колеблется между 500,40 и 567,80 €/месяц, а во франкоязычных вузах около 830 €/месяц.

Финансовая помощь предоставляемая правительством сообщества зависит от доходов семьи студента и других семейных обстоятельств, но никогда не превышает 5000 €/год. Помощь не зависит от оценок студента, но если студент провалит слишком много предметов, то может потерять стипендию.

#### Болонские изменения
До принятия Болонского процесса бельгийская система высшего образования имела следующие степени:
- Степень бакалавр. Обычно трёхгодичная программа колледжа с проф-тех. уклоном, также называемая «коротким» или «одноступенчатым» высшим образованием.
- Степень кандидат. Первые 2 года в университете (3 года в медицинском). В некоторых колледжах называется «долгосрочной» или «двухступенчатой» программой. Этот диплом не даёт законченного образования, а только возможность пройти программу лиценциата.
  - Диплом лиценциата. Вторая стадия, обычно дающая степень после 2 лет (3 года для инженеров-строителей и юристов, 4 года для медиков).

Университетское образование считалось незаконченным до получения диплома лиценциата. Иногда можно было поменять специальность после получения диплома кандидата. Например: студент с дипломом кандидата по математике мог на третий год обучения поменять специальность на компьютерные науки. Иногда степень бакалавра могла приравниваться к кандидатскому диплому (с прохождением дополнительных курсов по необходимости), открывая доступ к 2 или 3 годам образования в университете.
В результате Болонского процесса бельгийская система высшего образования приняла систему бакалавр/магистр:
- Бакалавр. 3 года. Степень профессионального бакалавра заменяет степень бакалавра и имеет законченность. Академический бакалавр: заменяет степень кандидата, не имеет законченности, даёт возможность поступить на магистра.
- Магистр. Один или два года.

В Бельгии и университеты, и колледжи могут выпускать бакалавров и магистров и профессиональных, и академических.
После получения магистерской степени одарённые студенты могут участвовать в исследовательской работе и получить докторскую степень. Докторов философии готовят лишь университеты.

## Качество
В 2003 году, в исследованиях Международной программы по оценке образовательных достижений учащихся средних школ ОЭСР, бельгийские школьники набрали относительно высокий балл. Результаты Фламандских школьников были значительно выше, чем у немецкоязычных, которые, в свою очередь, показали результат лучше, чем у франкоязычных школьников.
Индекс образования ООН, который вычисляется по грамотности среди взрослого населения и суммарному проценту учащихся начальных, средних и высших школ от всего населения, ставит Бельгию на 18-е место в мире по состоянию на 2011 год.